# Gordan Grlić Radman
Gordan Grlić Radman (Tomislavgrad, Bosna i Hercegovina, 6. lipnja 1958.), hrvatski je diplomat i aktualni ministar vanjskih i europskih poslova od 2019. godine. Član je Hrvatske demokratske zajednice.

## Životopis
Odrastao je u naselju Prisoje kod Tomislavgrada, gdje je završio prva dva razreda osnovne škole. Nakon toga se s obitelji seli u Zagreb, te se nastanjuje u Sesvetama. Njegov otac Ante, veterinar, zapošljava se u tvrtki Agroproteinka, te kasnije postaje i njezin direktor. 
U Zagrebu je pohađao XV. gimnaziju. Godine 1982. diplomirao je agrarnu ekonomiju na Poljoprivrednom fakultetu u Zagrebu (danas Agronomski fakultet). 1980-ih godina odlazi u Bern, Švicarsku, gdje se zapošljava u tvrtki Melior-Häfliger AG Herzogenbuschsee. U Bernu je završio i dvogodišnji studij menadžmenta.[nedostaje izvor]

U Hrvatsku se s suprugom vraća 1991. na mjesto poslovnog tajnika Medicinskog fakulteta u Zagrebu, kojeg je vodio njegov prijatelj Mate Granić. Godine 1992. poslan je u Veleposlanstvo Republike Hrvatske u Švicarskoj. Godine 1994. odlazi u Veleposlanstvo u Bugarskoj. Godine 1996. postaje zamjenik veleposlanika u Mađarskoj. U sjedište MVEP-a dolazi 1997., te završava poslijediplomski studij međunarodnih odnosa na Fakultetu političkih znanosti. Godine 2007. završava i doktorski studij na istom fakultetu s disertacijom "Neutralnost i nova europska sigurnosna arhitektura". U Zagrebu ostaje do imenovanja za veleposlanika u Mađarskoj 2012. godine. Godine 2017. imenovan je za veleposlanika u Njemačkoj.
Dana 19. srpnja 2019. imenovan je ministrom vanjskih i europskih poslova u Vladi Andreja Plenkovića, naslijedivši Mariju Pejčinović Burić.
Suosnovao je nevladinu udrugu Croatian Swiss Business Consult. Govori njemački, engleski, bugarski i mađarski jezik. Oženjen je, te je otac troje djece.